# Stazione di Utrecht Leidsche Rijn
Utrecht Leidsche Rijn, è una stazione ferroviaria passante di superficie sulla linea ferroviaria Utrecht-Rotterdam nella città di Utrecht, Paesi Bassi.